# Giorgio Oberweger
Giorgio Oberweger (Italia, 22 de diciembre de 1913-14 de octubre de 1998) fue un atleta italiano, especialista en la prueba de lanzamiento de disco en la que llegó a ser medallista de bronce olímpico en 1936.

## Carrera deportiva
En los JJ. OO. de Berlín 1936 ganó la medalla de bronce en el lanzamiento de disco, con una marca de 49.23 metros, siendo superado por los estadounidenses Kenneth Carpenter y Gordon Dunn (plata con 49.36 metros).